# Plaza de Armas

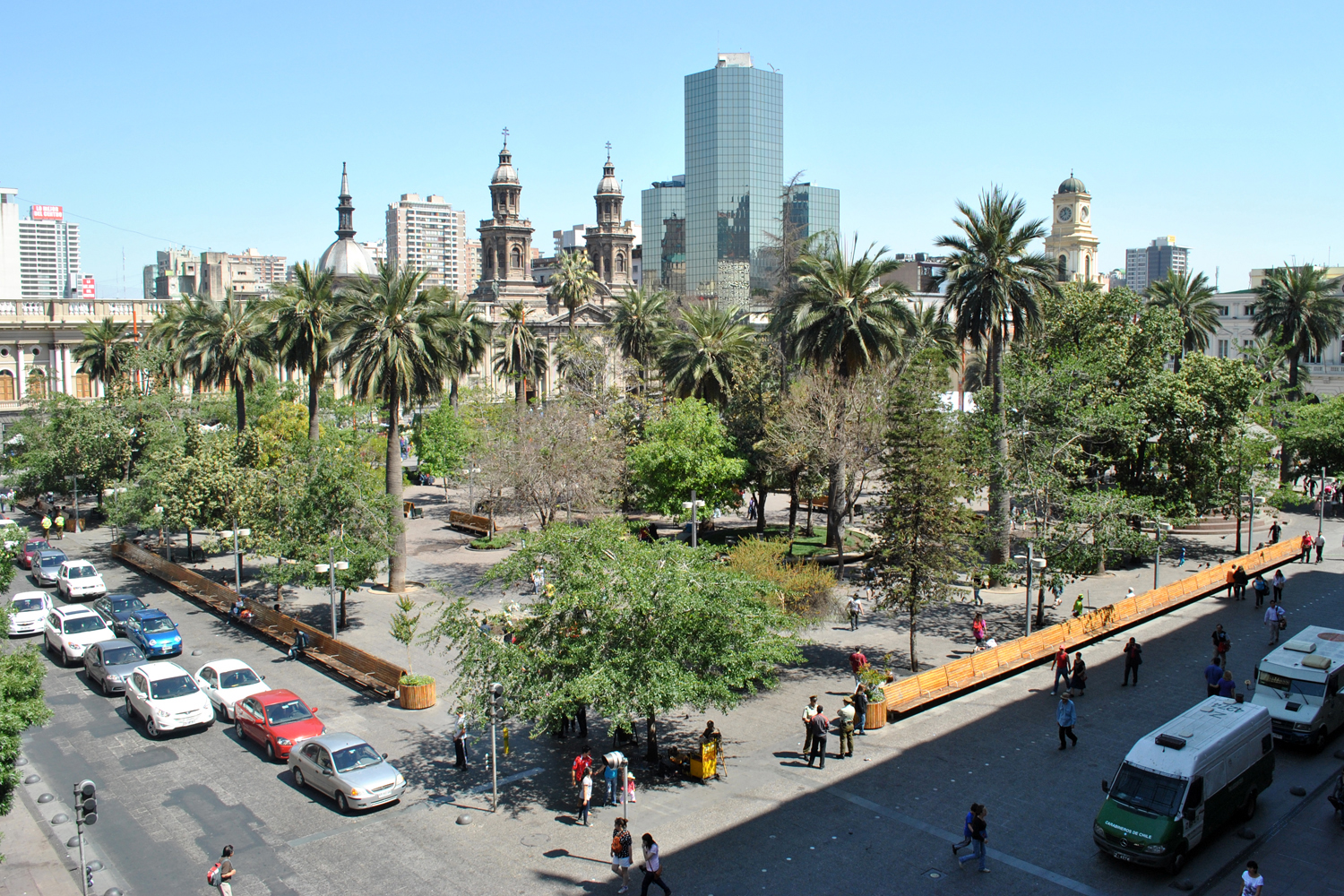
Plaza de Armas in Santiago de Chile

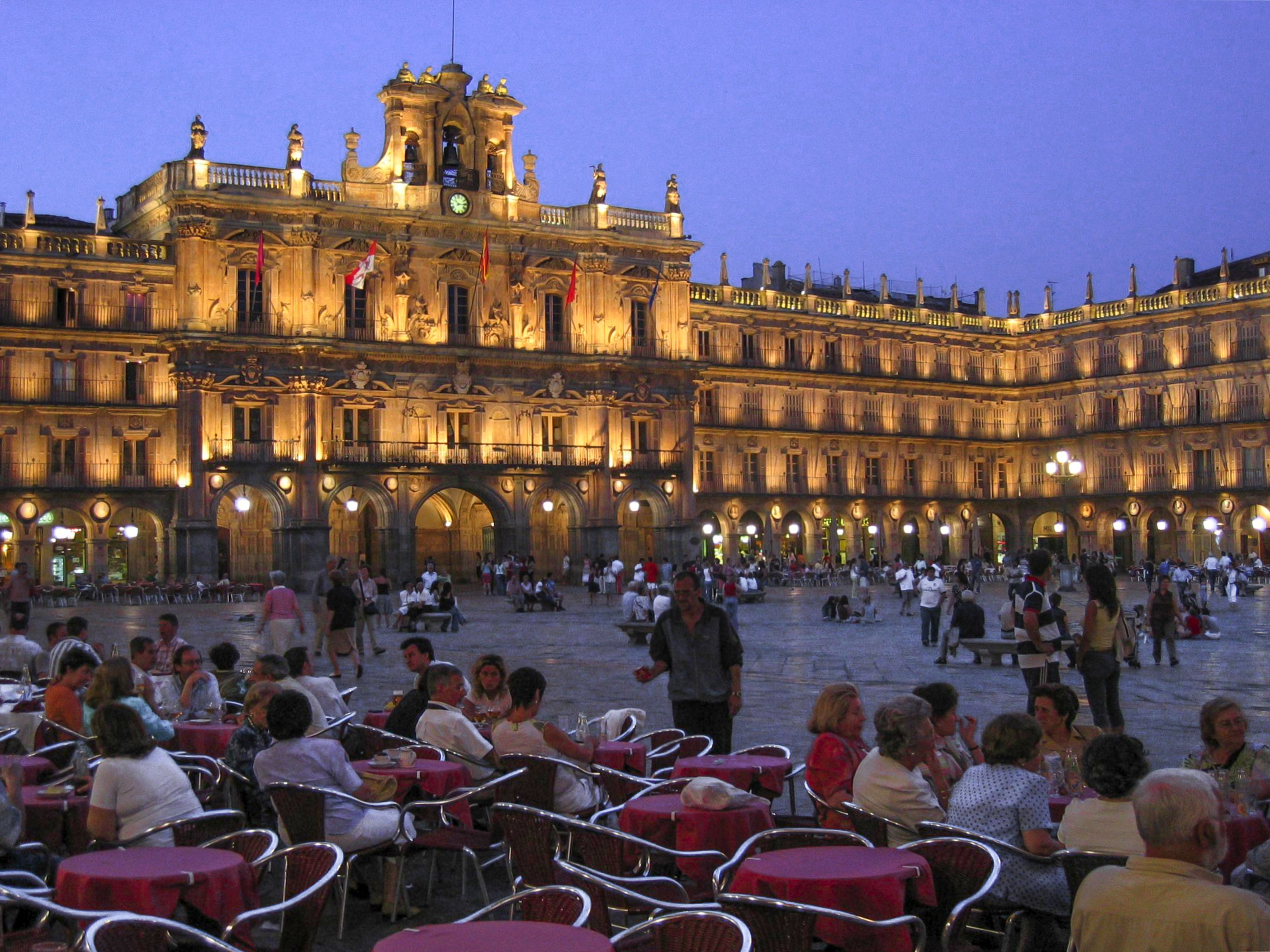
Plaza Mayor in Salamanca

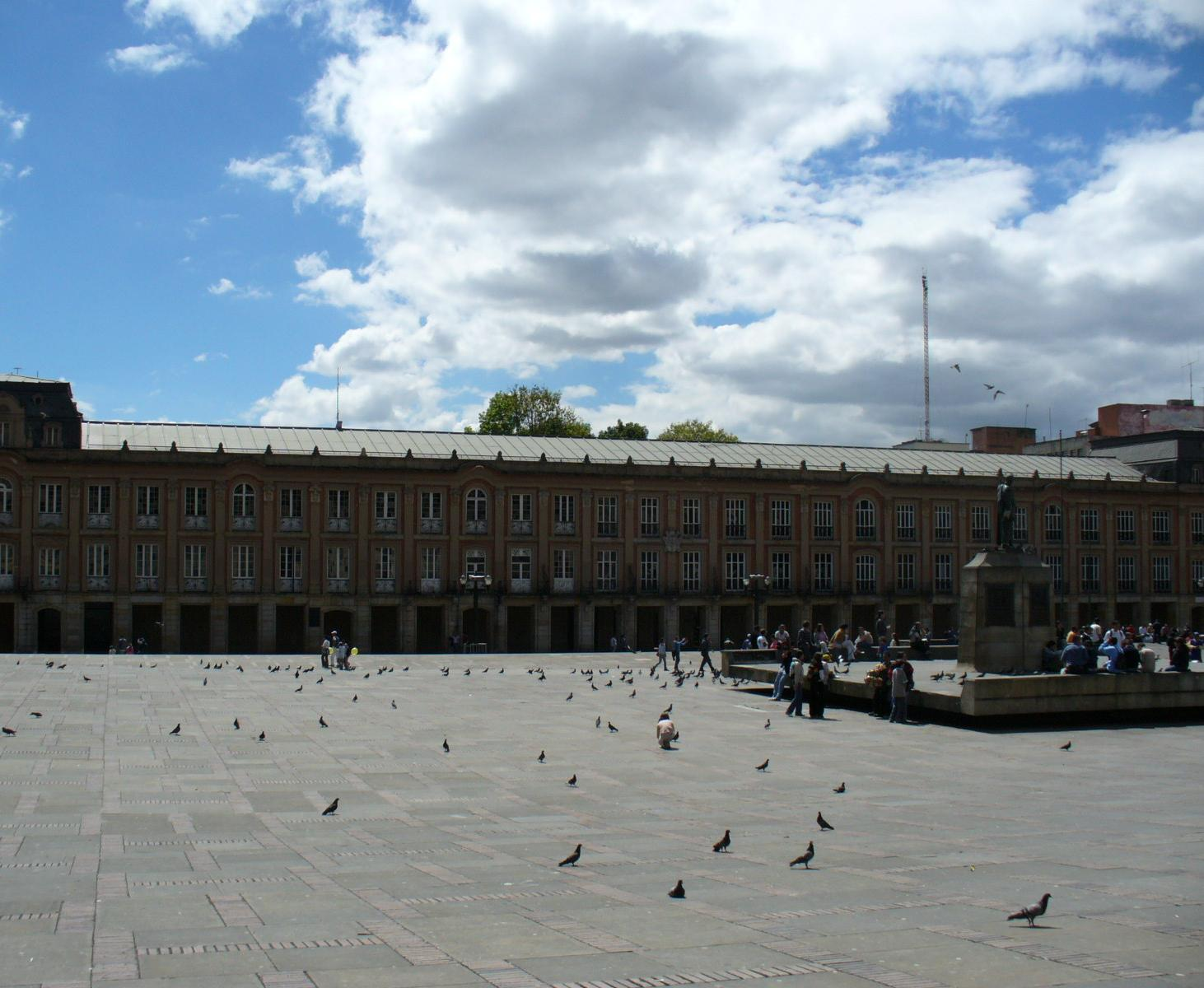
Plaza de Bolívar in Bogotá

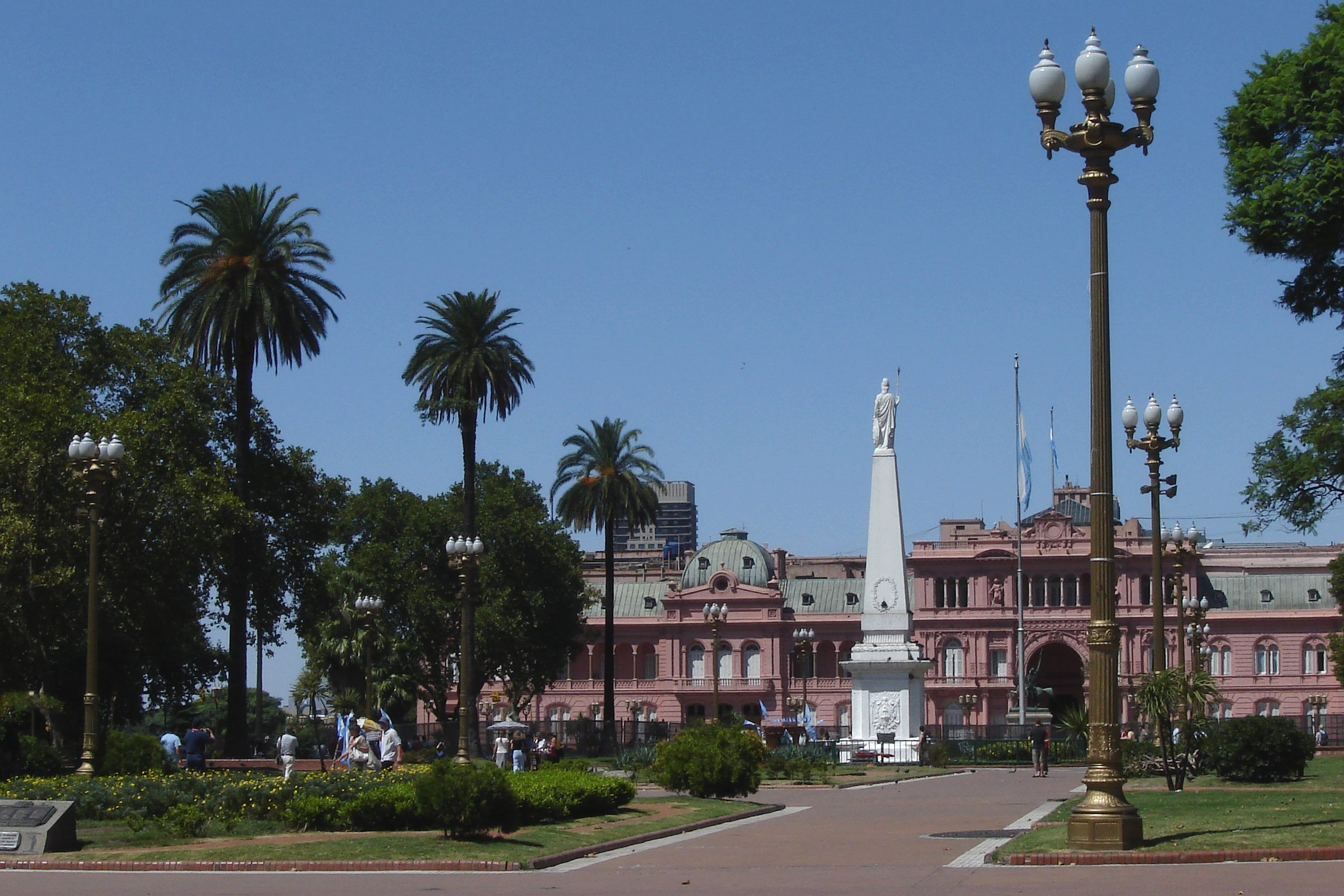
Plaza de Mayo in Buenos Aires

Als Plaza Mayor, in Lateinamerika häufig Plaza de Armas, wird der regelmäßig angelegte Hauptplatz zahlreicher Städte der kastilischen Krone bezeichnet. Der Ausdruck „Plaza Mayor“ findet sich explizit in einer Verordnung der „Katholischen Könige“ aus 1480 als Marktplatz, an welchem auch das Rathaus der Stadt zu stehen habe. Die spanischen Städtegründungen in Lateinamerika folgten diesem Plan, der Ausdruck „Plaza de Armas“ bezeichnete den Platz auch als Sammelplatz (Appellplatz) im Falle eines militärischen Angriffs. Außerdem wurden hier auch andere wichtige öffentliche Gebäude wie die Hauptkirche und das Waffenarsenal errichtet. (In diesem Sinn ein Dekret von Philipp II. aus 1576).
Die Benennung der entsprechenden Plätze variierte mit der Zeit und der politischen Konjunktur. Viele wurden in Plaza Real oder Plaza de la Constitución umbenannt. Hier spielte sich auch ein wichtiger Teil des politischen Lebens ab, hier wurden Stierkämpfe abgehalten und Feste gefeiert.
Für die Entstehung dieser großen regelmäßigen Stadtplätze spielten die ästhetischen Ideale der Renaissance eine Rolle. Nach einem Stadtbrand wurde beispielsweise die Plaza Mayor von Valladolid 1561 in regelmäßiger Form neu angelegt, Planer war Francisco de Salamanca.

## Heutige Benutzung
Die Plaza de Armas ist heutzutage meist kunstvoll dekoriert mit Blumen, Sträuchern und oft auch Brunnen. Die wichtigsten Gebäude einer Stadt (Kirche, Kommunalverwaltung, Rathaus, Justizpalast, Bank und Post) sind dort zu finden, auch siedeln sich gerne Bars, Discos und Restaurants an und laden zum Flanieren ein. Je nach Tradition findet man an bestimmten Tagen, z. B. an Samstagen, die Plaza voll von Menschen, die ihre Runden um den Platz laufen, während sie sich unterhalten, was man im Spanischen dar una vuelta „eine Runde machen“ nennt. In vielen Städten treffen sich sonntags verschiedene politische und gesellschaftliche Gruppen, um die Staatsflagge zu hissen und die Nationalhymne zu singen, oft in militärischer Manier in Uniform und stramm stehend.

## Beispiele
- Plaza de Armas, Havanna
- Plaza de Armas, Manila
- Plaza Mayor, Salamanca
- Plaza de Armas, Santiago de Chile